# Ralph Percy
Sir Ralph Percy (11. august 1425 – 25. april 1464) var en ridder, guvernør for Bamburgh Castle og tilhænger af Huset Lancaster under Rosekrigene. Percy var søn af Henry Percy, 2. jarl af Northumberland og Lady Eleanor Neville, og barnebarn af Sir Henry "Hotspur" Percy.
Percy giftede sig første gang med Eleanor Acton, og de fik seks børn:
1. Sir Ralph Percy[1]
2. Peter Percy
3. Sir Henry Percy
4. George Percy
5. John Percy
6. Margaret Percy

Sir Ralph giftede sig anden gang med Jane Teye. De fik et barn, Catherine Percy.
I løbet af 1462 og 1463 forsøgte Lancaster-fraktionen at destabilisere kongeriget, styret af deres fjende, Edvard 4. af Huset York. Disse forsøg blev koncentreret i det nordlige England og ledet af Lancaster-dronningen, Margrete af Anjou (Henrik 6.'s hustru).
jarlen af Warwick førte felttog for at neutralisere Lancaster-styrkerne i nord i begyndelsen af 1460'erne. Som et resultat overgav Sir Ralph Percy juleaften 1462 Bamburgh Castle til Edvard 4. til gengæld for en fri benådning. Sir Ralph svor troskab til Edvard 4., og som en del af Edvard 4.'s forsoningspolitik blev Percys besiddelser derefter givet tilbage til ham. Sir Ralph overtog kontrollen med både borgene i Bamburgh og Dunstanburgh under hans overgivelsesaftale med Edvard.
Kampene i nord fortsatte, forværret af en skotsk invasion i 1463 ledet af Jakob 3., Margrete af Anjou og Henrik 6. Da skotterne søgte fred, blev Lord Montagu sendt op for at arrangere vilkårene. Den 25. april 1464 var Montague på sin vej mod Norham. Hertugen af Somerset (som havde overgivet sig og svor troskab sammen med Percy) og Percy, der havde fralagt sig deres ed, angreb Montagu med 5.000 mand. Stedet for denne kamp var Hedgeley Moor, 11 kilometer syd for Wooler. Percy ledte Somersets fortrop og blev dræbt.